# Peter Rowan
Peter Rowan, (Boston, 1942. július 4. –) amerikai gitáros, énekes, dalszerző.

## Pályafutása
Szülei és több rokona hatására Peter Rowan korán megtanult gitározni. Diákként különböző zenekarokban megszerezte első tapasztalatait. A középiskolában alapított együttese, a The Cupids figyelemre méltó sikereket ért el Boston környékén. Kiadtak egy kislemezt is.
1963-ban félbehagyta az egyetemet, hogy hivatásos zenész legyen. Mandolinjátékosként és énekesként csatlakozott a Mother Bay State Entertainershez. Bill Keith közvetítésével − akivel korábban már többször is játszott − Bill Monroe szerződtette a The Bluegrass Boysba. 1967-ben Bill Monroe-t elhagyva David Grismannal megalapította az Earth Opera együttest, amellyel számos albumot vett fel, és a The Doors előzenekaraként is ismertté vált.
Ezekben az években egyre inkább dalszerzőként dolgozott. Leghíresebb dala az 1969-ben megjelent „Panama Red” volt. 1972-ben csatlakozott a Seatrain folk-rock zenekarhoz, amelynek lemezeit George Martin producere készítette. 1973-ban tagja lett Jerry Garcia bluegrass zenekarának, az Old and in the Way-nek, amelyben régi zenésztársa, David Grisman is fellépett. Egy évvel később Clarence White-tal, David Grismannal és Richard Greene-nel megalapította a Muleskinner nevű együttest, amely csak rövid ideig létezett.
Az 1980-as években többször is dolgozott Flaco Jimenezzel. 1983-ban megalapította a Wild Stallions együttest. Testvéreivel számos projekten dolgozott The Rowans néven. Három album jelent meg 1975 és 1977 között. A következő években számos ismert bluegrass zenésszel játszott, köztük Jerry Douglas-szal és Tony Rice-szal. Számos szólóalbumot is kiadott. 2001-ben kiadta a „Reggaebilly” című albumot, amely melankolikus country hangzásokat és hegedűjátékotartalmazott reggae ritmikával.
2002-ben Don Edwardsszal felvette a „High Lonesome Cowboy” című albumot, amelyet 2003-ban Grammy-díjra jelöltek a legjobb hagyományos folkalbum kategóriában. 2010 szeptemberében jelent meg a Legacy, egy többnyire saját dalokból álló gyűjtemény, amellyel Rowan visszatért a bluegrass gyökereihez.

## Albumok
- 1978: Peter Rowan
- 1979: Bluegrass Album (Rowan, Greene & the Red Hot Peppers)
- 1979: Hiroshima Mon Amour
- 1980: Texican Badman
- 1980: Medicine Trail
- 1981: Peter Rowan & the Wild Stallions
- 1982: The Walls of Time
- 1983: Revelry (& Tex Logan & Greg Douglas)
- 1983: San Antonio Sound
- 1984: Peter Rowan With The Red Hot Pickers
- 1984: Live Rockin' Tex-Mex (& Flaco Jimenez)
- 1985: The First Whippoorwill
- 1985: Hot Bluegrass (& Bill Keith & Jim Rooney)
- 1986: San Antonio Sound
- 1988: New Moon Rising
- 1990: Dust Bowl Children
- 1991: All on a Rising Day
- 1993: Awake Me in the New World
- 1994: Tree on a Hill (és a Peter Rowan and the Rowan Brothers)
- 1996: Yonder (& Jerry Douglas)
- 1996: Bluegrass Boy
- 1999: New Freedom Bell (+ Druhá Tráva − cseh bluegrass band)
- 2001: Reggaebilly
- 2002: High Lonesome Cowboy (& Don Edwards)
- 2003: Crazy People (és a The Rowan Brothers)
- 2004: You Were There for Me (& Tony Rice)
- 2007: Quartet (& Tony Rice)
- 2007: Crucial Country
- 2010: Legacy
- 2013: The Old School
- 2014: Dharma Blues
- 2017: My Aloha!
- 2018: Carter Stanley's Eyes
- 2022: Calling You From My Mountain

## Filmek
- Peter Rowan az IMDb-n

## Díjak
- 1997: Grammy-díj − Bill Monroe bluegrass válogatásalbumon való közreműködéséért (legjobb bluegrass album díj).
- Pályafutása során hat Grammy-díj jelölést is kapott.
- 2022: International Bluegrass Music Hall of Fame(wd)

## Fordítás
- Ez a szócikk részben vagy egészben  a   Peter Rowan című német Wikipédia-szócikk ezen változatának fordításán alapul.  Az eredeti cikk szerkesztőit annak laptörténete sorolja fel. Ez a jelzés csupán a megfogalmazás eredetét és a szerzői jogokat jelzi, nem szolgál a cikkben szereplő információk forrásmegjelöléseként.